# Vicariatul Greco-Catolic Ucrainean din România

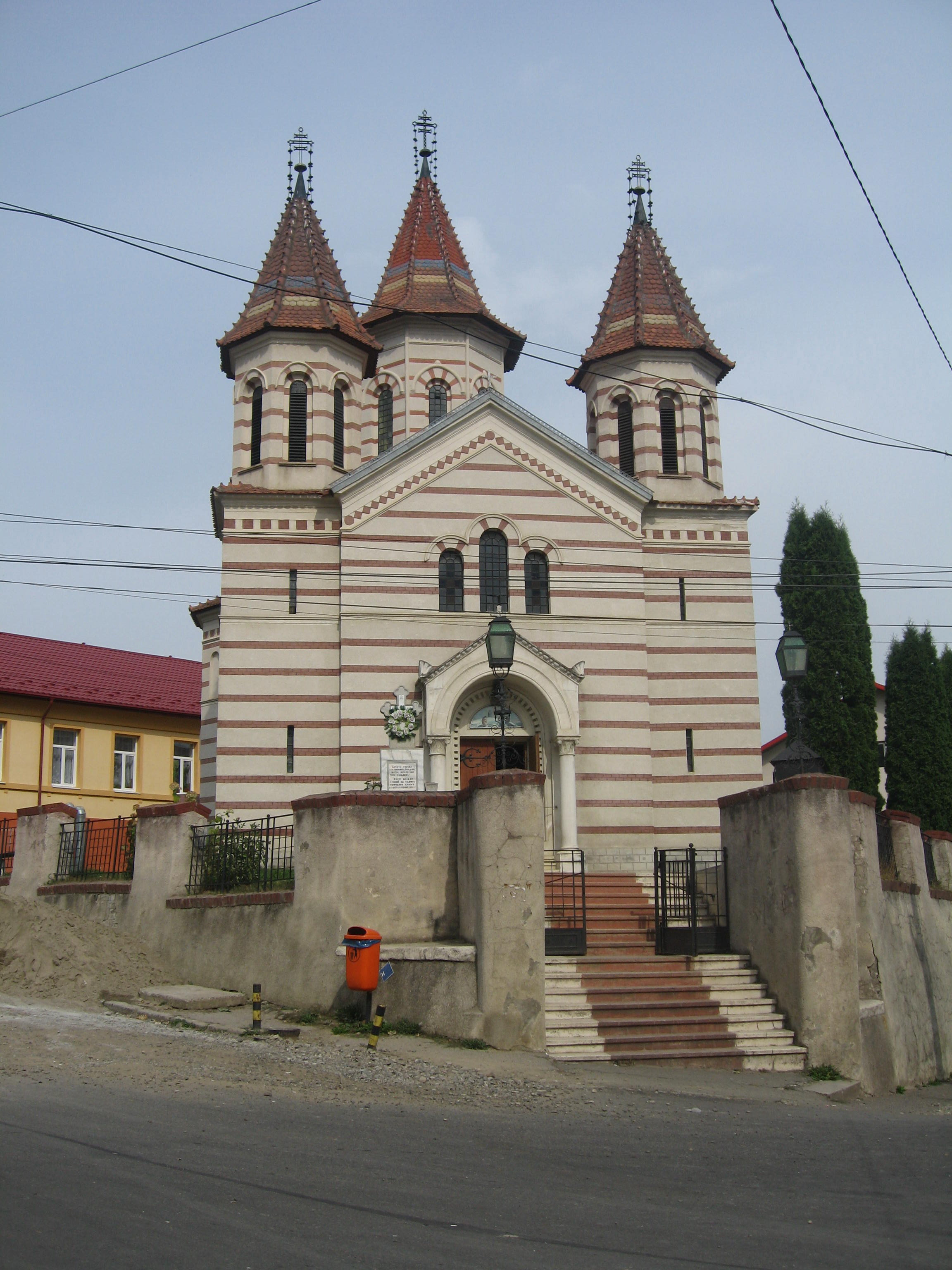
Biserica Schimbarea la Faţă din Siret

Vicariatul Greco-Catolic Ucrainean din România este o unitate bisericească administrativă cu regim special misionar-pastoral, care are rolul de a coordona viața spirituală a credincioșilor greco-catolici ucraineni din România în cadrul Eparhiei Greco-Catolice de Maramureș.
În prezent, Vicariatul Greco-Catolic Ucrainean din România își are sediul în orașul Rădăuți. Vicariatul este condus de preotul vicar episcopal Mihai Dubovici.

## Istoric

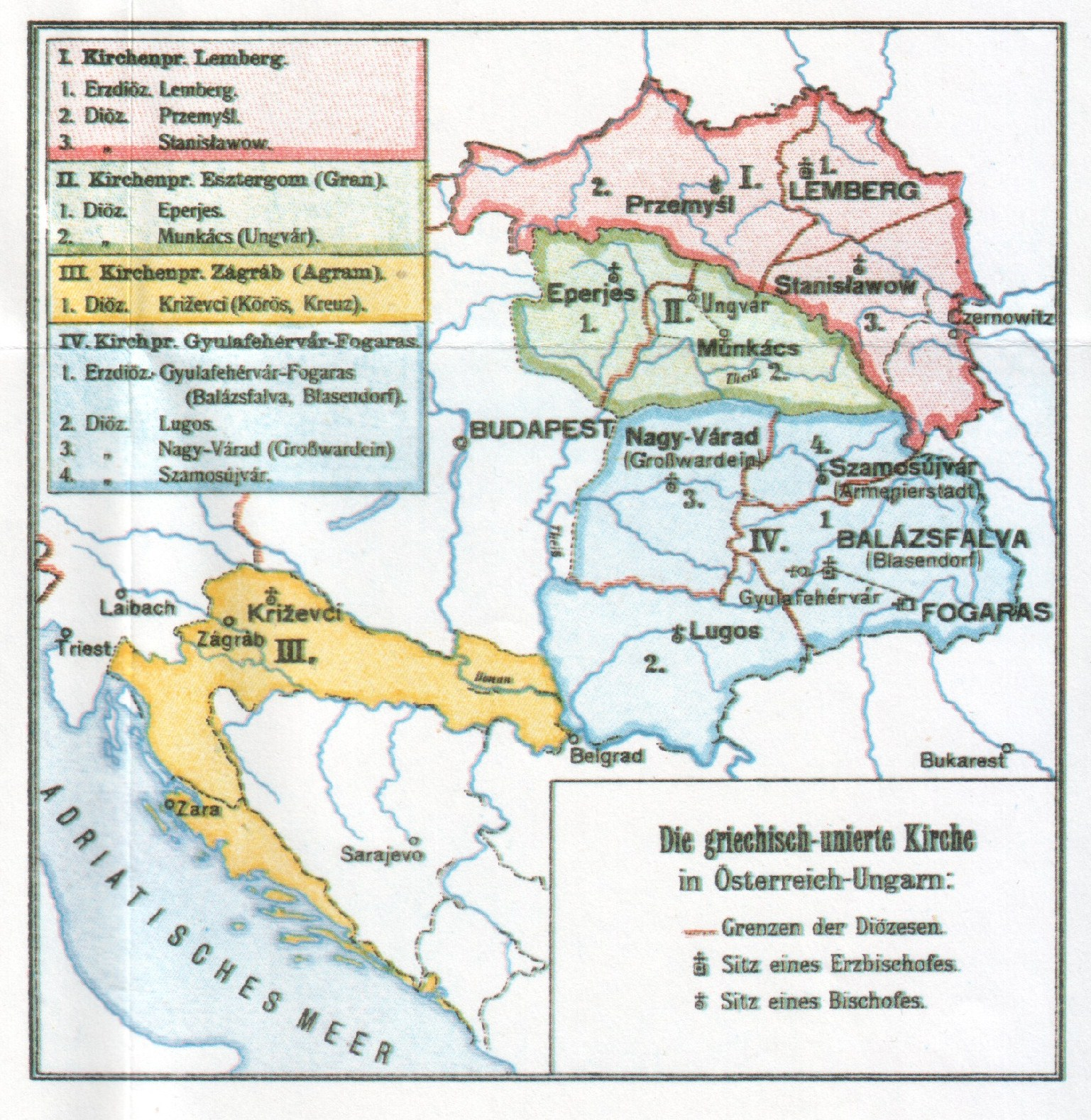
Episcopia de Stanislav în cadrul provinciei mitropolitane de Lemberg (roșu), 1909

### Primele comunități greco-catolice ucrainene
Primii greco-catolici ruteni s-au stabilit în sudul Bucovinei după anexarea părții de nord a Moldovei de către Imperiul Habsburgic (1774). Ei proveneau din Galiția și au fost aduși aici de autoritățile austriece pentru a coloniza noile teritorii ale imperiului. În anul 1780 Curtea Districtuală austriacă recomanda înființarea de parohii greco-catolice în orașele și satele Bucovinei.  În anul 1806, mitropolitul greco-catolicilor ucraineni din Liov, Antonie Angelovici, a cerut împăratului austriac înființarea în Bucovina a unui episcopat al rutenilor uniți cu Roma, el susținând că majoritatea enoriașilor Episcopiei ortodoxe a Bucovinei ar fi de fapt galițieni greco-catolici. 
Începând din 1812, împăratul Francisc I al Austriei a aprobat înființarea de parohii greco-catolice la Siret (1812), Cernăuți (1813), Cacica (1814), iar mai târziu au fost înființate parohii și la Rădăuți (1833), Câmpulung Moldovenesc (1883) și în alte localități. Până în anul 1918 aceste parohii s-au aflat sub jurisdicția Eparhiei de Stanislav (azi Ivano-Frankivsk).

### Primele forme de organizare
După Unirea Bucovinei cu România (1918) greco-catolicii ruteni s-au aflat pe teritoriul României. Ca urmare a acestei situații, nunțiul apostolic Francesco Marmaggi, venit în România la 17 octombrie 1920, a dus tratative cu regele Ferdinand I prin duhovnicul acestuia, mons. Ulderic Cipolloni, pentru înființarea unei administraturi apostolice care urma să-și exercite jurisdicția asupra parohiilor greco-catolice rutene din Regatul României.  Ca urmare a acestor tratative, a fost înființată în anul 1922 o administratură apostolică pentru credincioșii greco-catolici din Bucovina, cu sediul în orașul Siret (astăzi în județul Suceava). Administratura era subordonată direct Nunțiaturii Apostolice din București , iar funcția de administrator apostolic a fost îndeplinită de preotul Clemente Zlepko din Siret (1923-1930). 
În negocierile pentru încheierea Concordatului din 1927, Guvernul României a insistat asupra eliminării Administraturii apostolice a greco-catolicilor ruteni. În proiectul de concordat între Vatican și Regatul României era prevăzută la art. 10 înființarea unei mitropolii la Blaj, având eparhii sufragane la Lugoj, Oradea Mare, Baia Mare și Cluj, cu mențiunea „I cattolici uniati (ruteni) della Bucovina avranno un Vicario ruteno, dipendente dal Metropolita din Blaj”. Tratativele au fost însă anevoioase, dar în final s-a stabilit, în art. II, alin. 4 al Concordatului, ca din viitoareaa organizare a Bisericii greco-catolice din Regatul României să facă parte și „o nouă dioceză ce urmează a fi înființată în Nord, cu Scaun Episcopal ce urmează a fi desemnat de comun acord între Sfântul Scaun și Guvernul Regal. Din această Dioceză vor face parte și greco-rutenii cu administrație specială”. Concordatul a fost încheiat la 10 mai 1927 și ratificat la 10 iunie 1929.
În anul 1930, după încheierea Concordatului cu Sfântul Scaun și ratificarea sa de către Parlament, Papa Pius al XI-lea a desființat administratura apostolică. Prin bula papală „Sollemni Conventione” din 5 iunie 1930 a fost înființată Eparhia Română Unită a Maramureșului cu reședința la Baia Mare. Noua eparhie era formată din 239 parohii, din care 201 românești unite și 38  greco-catolice rutene, și anume:
- 169 parohii române unite din Eparhia de Gherla, 31 parohii române unite din Eparhia de Oradea și o parohie română unită din Arhieparhia de Alba-Iulia și Făgăraș;
- 10 parohii greco-catolice rutene din Eparhia de Hajdúdorog (Ungaria), 11 parohii greco-catolice rutene din Eparhia de Muncaci (Cehoslovacia) și 17 parohii greco-catolice rutene din Eparhia de Stanislau (Polonia). Credincioșii ruteni urmau să se afle sub jurisdicția unui „Vicar General Special de același rit, care va fi a se numi și constitui de către Episcopul greco-catolic al Maramureșului”.[5]

În calitate de administrator apostolic al Eparhiei de Maramureș, episcopul Iuliu Hossu a înființat la 5 iunie 1930, prin ordin episcopal, Vicariatul Special Greco-Rutean în cadrul Episcopiei Maramureșului. După instalarea sa la 2 februarie 1931 ca episcop de Maramureș, Alexandru Rusu l-a numit, prin ordinul nr. 206 din 7 februarie 1931, pe preotul Mihail Simovici (Mihail Simovicz) ca primul vicar al Vicariatului Special Greco-Rutean, cu sediul la Cernăuți. Cele 38 de parohii greco-catolice rutene au fost organizate în două protopopiate: Protopopiatul Cisalpin (cu 11 parohii) și Protopopiatul Bucovinean (cu 17 parohii, 10 preoți parohi și 10 administratori).
Vicariatul a fost condus de către pr. Mihail Simovici (1931-1940, 1941-1943) și pr. Isidor Stanislav Toniuc (-1948).

### Prigoana
Cei mai mulți ucraineni din România au fost până în anul 1948 de confesiune greco-catolică. Desființarea Bisericii Române Unite cu Roma în anul 1948 a determinat și desființarea Vicariatului Ucrainean. În acel an, Vicariatul Greco-Catolic Ucrainean din România avea sub jurisdicție 31 de parohii cu 41 de biserici și 40.000 de credincioși greco-catolici ucraineni. Vicarul general Isidor Toniuc a refuzat să treacă la Biserica Ortodoxă Română, împreună cu mulți credincioși ai săi, motiv pentru care au fost anchetați o jumătate de an. Apoi, preotul Toniuc a fost arestat și condamnat la opt ani de închisoare. 
Pentru credincioșii ucraineni trecuți la ortodoxie a fost înființat în anul 1948 un Vicariat General Ucrainean cu sediul la Sighetu Marmației (județul Maramureș), care cuprindea parohii din Maramureș, Transilvania, Crișana și Banat. Vicariatul a fost desființat în anul 1952, fiind transformat în protopopiat ortodox ucrainean de coordonare, cu sediul în comuna Poienile de sub Munte (județul Maramureș) și aflat în subordinea Episcopiei Ortodoxe de Cluj. Această organizare a funcționat până în anul 1990, primind anual sprijin financiar de la Patriarhia Română.
Preoții greco-catolici ruteni din Bucovina au cerut protecția Episcopiei romano-catolice de Iași, dar, prin adresa nr. 4502 din 21 februarie 1955, aceasta a comunicat Guvernului României că „preoții Maniu Nicolae, Rogojinschi Emil, Toniuc Isidor și Vorobchievici Vladimir nu aparțin bisericii noastre catolice, nu-i avem în evidența preoților noștri și nu au legături de jurisdicție cu noi”.
În perioada regimului comunist, în anul 1963, au fost desființate școlile în limba ucraineană, bisericile ucrainene rămânând singurele instituții publice în care s-a vorbit în limba ucraineană.

### Reînființarea Vicariatului
După Revoluția din decembrie 1989 și abrogarea actului de desființare a Bisericii Române Unite cu Roma, Vicariatul Greco-Catolic Ucrainean a fost reînființat în 1996, cu sediul la Rădăuți. El a fost plasat în jurisdicția Episcopiei române unite a Maramureșului, cu sediul la Baia Mare. 
Vicari generali ai greco-catolicilor ucraineni din România au fost preoții Vasile Popovics din Siret (1996-2000), Ioan Voloșciuc din Rădăuți (2000-2012)  și Mihai Dubovici (din 2012). 
În perioada 30 iulie - 1 august 2012, Vasile Bizău, episcopul greco-catolic de Maramureș, a efectuat prima sa vizită canonică a bisericilor greco-catolice ucrainene din Bucovina. El a celebrat liturghii la Cacica, Rădăuți și Câmpulung Moldovenesc (în biserica romano-catolică). A vizitat de asemenea parohia Sadău (păstorită de preotul Vasile Stoica), parohiile Runcu și Maidan (administrate de preotul protopop Nicolae Nicolaișen), Clit (păstorită de preotul Ioan Voloșciuc), Siret și Gropeni (păstorite de preotul Vitali Popovics), Moldovița, Câmpulung Moldovenesc și Vatra Dornei (păstorite de preotul Ilie Veneciuc). Episcopul a oficiat diferite slujbe religioase în fiecare parohie. 

## Organizarea Vicariatului
În prezent, Vicariatul Greco-Catolic Ucrainean din România este organizat în două protopopiate: 
- Protopopiatul Bucovinei (cu sediul la Cacica, condus de pr. propopop Nicolae Nicolaișen) - pentru credincioșii greco-catolici ucraineni din județul Suceava; este format din 11 parohii: parohia Cacica, Câmpulung Moldovenesc, Clit, Gropeni, Maidan, parohia Rădăuți, Runcu, Sadău, parohia Siret, Suceava și Vatra Dornei. Toate aceste parohii aveau, conform recensământului din 2002, 1.652 credincioși. [4]
- Protopopiatul Maramureșului (cu sediul la Sighetu Marmației) - pentru credincioșii greco-catolici ucraineni din județul Maramureș
- În afară de acestea, mai sunt și câteva parohii în Banat.

Cele două protopopiate își întind jurisdicția asupra a 22 de parohii aflate în Bucovina, Maramureș și Banat. Credincioșii sunt în număr de circa 14.000 și folosesc calendarul pe stil vechi.
Bisericile greco-catolice ucrainene sunt biserici construite de credincioșii ucraineni. Slujbele bisericești sunt ținute în limba ucraineană, dar în satele în care sunt și români se slujește și se predică și în limba română. 
În parohiile din Câmpulung Moldovenesc, Suceava și Vatra Dornei, liturghiile sunt oficiate în bisericile romano-catolice.

## Vicari episcopali
După reînființarea Vicariatului Greco-Catolic Ucrainean din România, funcția de vicar general a fost îndeplinită de următorii preoți:
- Vasile Popovics - vicar episcopal (1996-2000). Este paroh greco-catolic ucrainean de Siret. A primit titlul de cetățean de onoare al orașului Siret, prin Hotărârea Consiliului Local nr. 97/2000.
- Ioan Voloșciuc (n. 4 octombrie 1950) - vicar episcopal (2000-2012). A absolvit Institutul Teologic Greco-Catolic din Baia Mare. Este paroh greco-catolic ucrainean de Rădăuți. El predă și cursuri de religie greco-catolică la școlile din Rădăuți.
- Mihai Dubovici (n. 27 septembrie 1962, Remeți, județul Maramureș) - vicar episcopal (din 2012). A absolvit Școala generală de 8 clase la Remeți (1976) și Liceul Mecanic nr. 2 din Sighetu Marmației (1981), apoi a lucrat în agricultură alături de părinții săi. El a fugit din România la 8 mai 1985, împreună cu patru verișori, fiind arestați în Iugoslavia și deținuți 15 zile în închisoare pentru trecerea ilegală a frontierei. Au ajuns în Statele Unite ale Americii la 2 noiembrie 1985, primind azil politic. După ce a lucrat două luni la o fabrică de aparate de aer condiționat, s-a înscris în ianuarie 1986 la Seminariul St. Basil din Stamford, Connecticut, unde a obținut licența în filozofie în primăvara anului 1990. A urmat apoi Universitatea Pontificală Sf. Toma (Angelicum) din Roma (1990-1993), obținând licența în teologie. [10]

A fost hirotonit diacon la 1 august 1993 și numit la biserica greco-catolică ucraineană St. Josaphat din Rochester, New York. La 17 ianuarie 1994 a fost hirotonit preot în Capela Seminarului din Stamford de către episcopul Basil H. Losten și a activat apoi ca preot asistent la Biserica St. Josaphat din Rochester (17 ianuarie 1994 - 31 iulie 1995) și paroh la Biserica SS Peter & Paul din Auburn, New York (1 august 1995 - 20 august 2000). În acestă perioadă, el a fost și profesor de religie, asistent spiritual și administrator la diferite școli parohiale. 
Mihai Dubovici a fost pentru o perioadă profesor de liturgică la Seminarul St. Basil din Stamford. În perioada 2001-2003, a studiat la Universitatea Sacred Heart, unde a obținut masteratul în contabilitate. A îndeplinit funcția de vice-econom al Eparhiei de Stamford (noiembrie 2000 - august 2012), ocupându-se cu auditul financiar al registrelor contabile din toate parohiile eparhiei. Episcopul Basil H. Losten l-a numit protoiereu (iunie 2005), iar succesorul său, Paul Chomnycky, OSBM, protoiereu mitrofor (iunie 2007).  În afară de sarcinile sale de la seminar și de la episcopie, el a fost paroh la parohia misionară din Bedford Hills (1 iulie 2005 - 31 iulie 2006), paroh la Auburn, New York (1 august 2006 - iulie 2009) și la Bridgeport, Connecticut (1 august 2009 - 31 august 2012).
La 31 august 2012 pr. Mihai Dubovici a fost eliberat de toate îndatoririle sale avute în cadrul Eparhiei de Stamford, în scopul de a fi numit ca Vicar General al credincioșilor greco-catolici ucraineni din România.  El a fost numit la 30 septembrie 2012 de către episcopul Vasile Bizău de Maramureș în funcția de vicar episcopal (sincel) pentru Vicariatul General Special al Rutenilor. Mandatul său este valabil pentru o perioadă de patru ani și a intrat în vigoare începând cu data de 1 octombrie. 

## Imagini

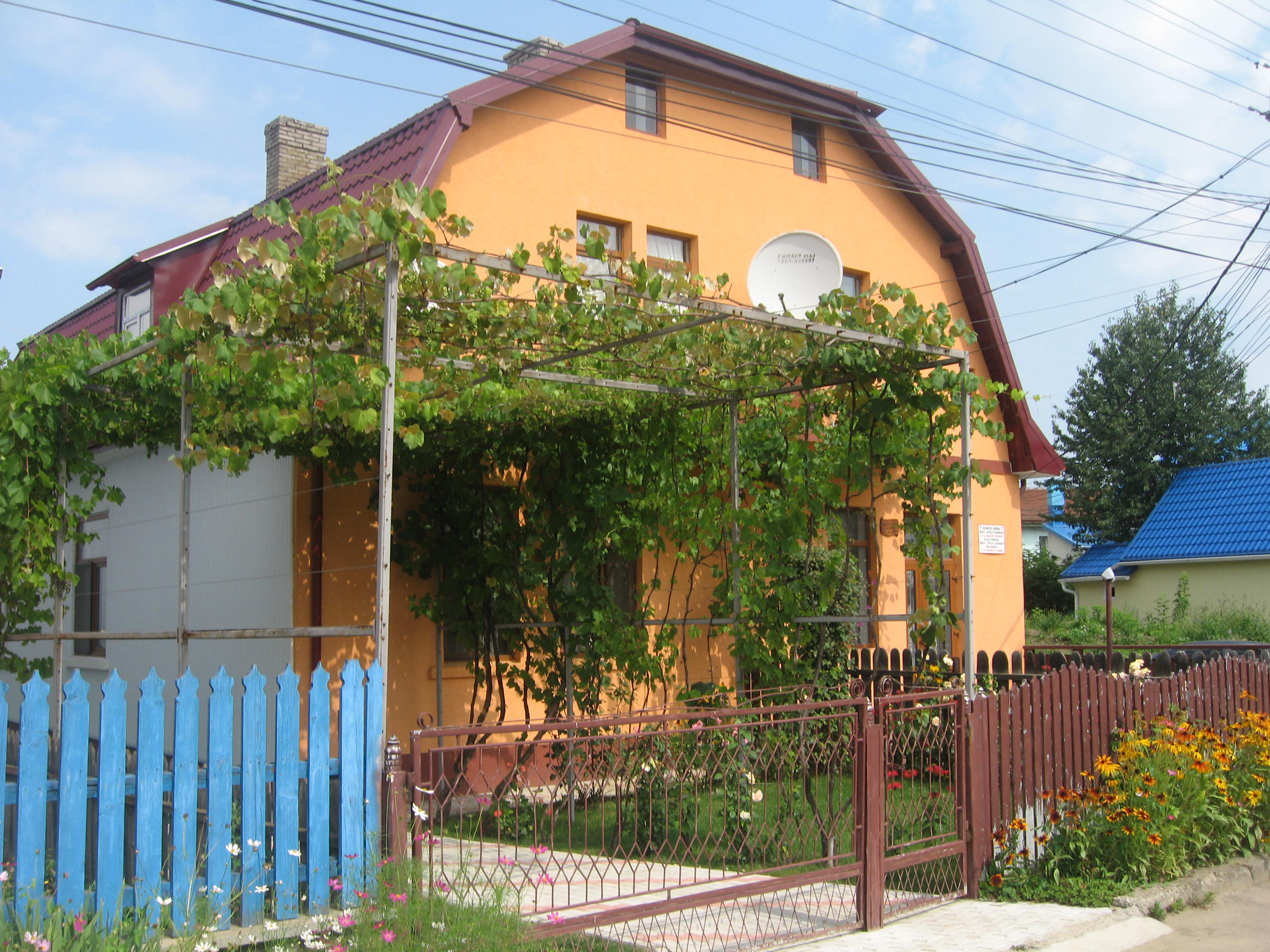
Casa parohială din Rădăuţi, sediu al Vicariatului greco-catolic ucrainean
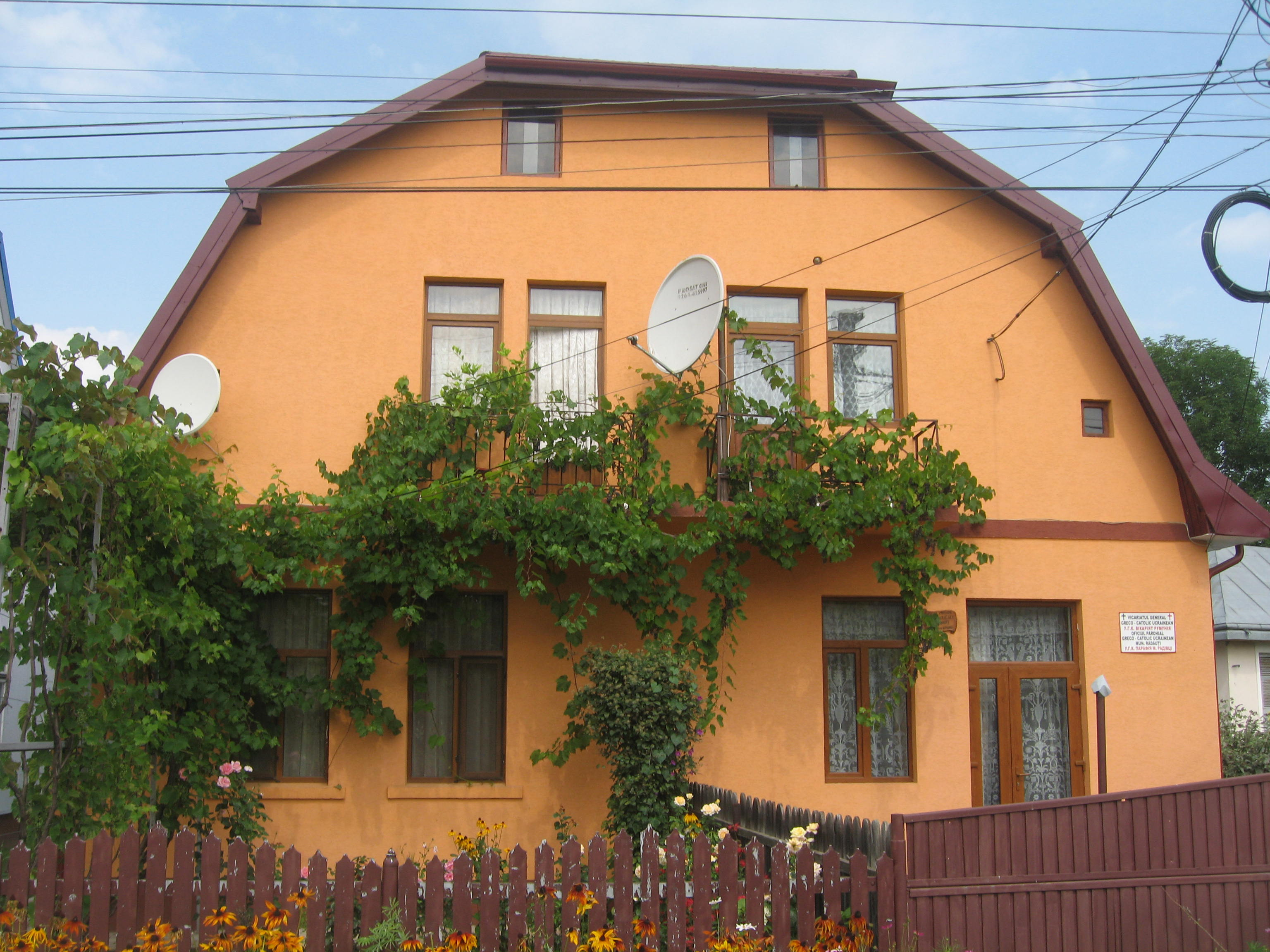
Casa parohială din Rădăuţi, sediu al Vicariatului greco-catolic ucrainean
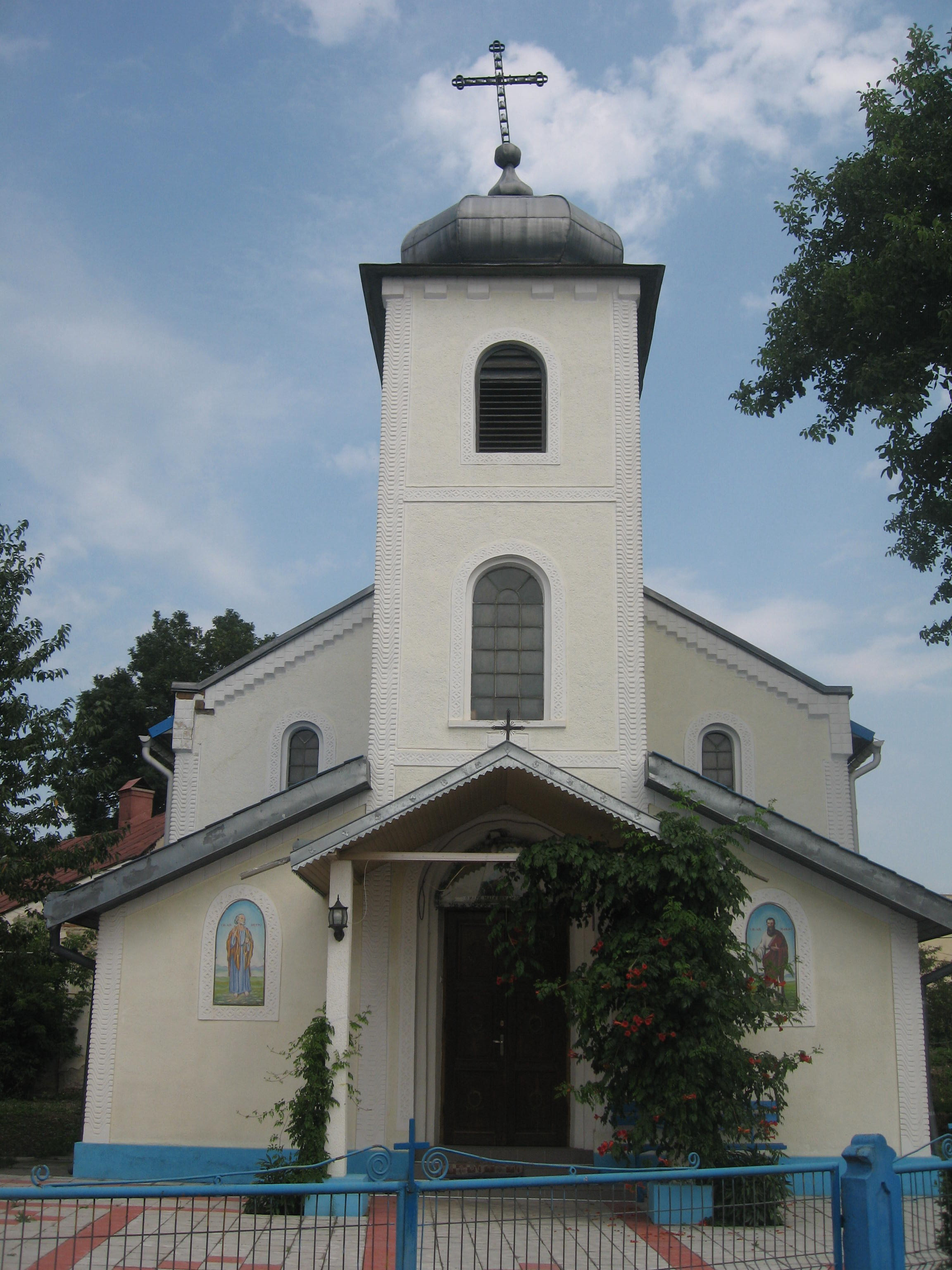
Biserica greco-catolică din Rădăuţi
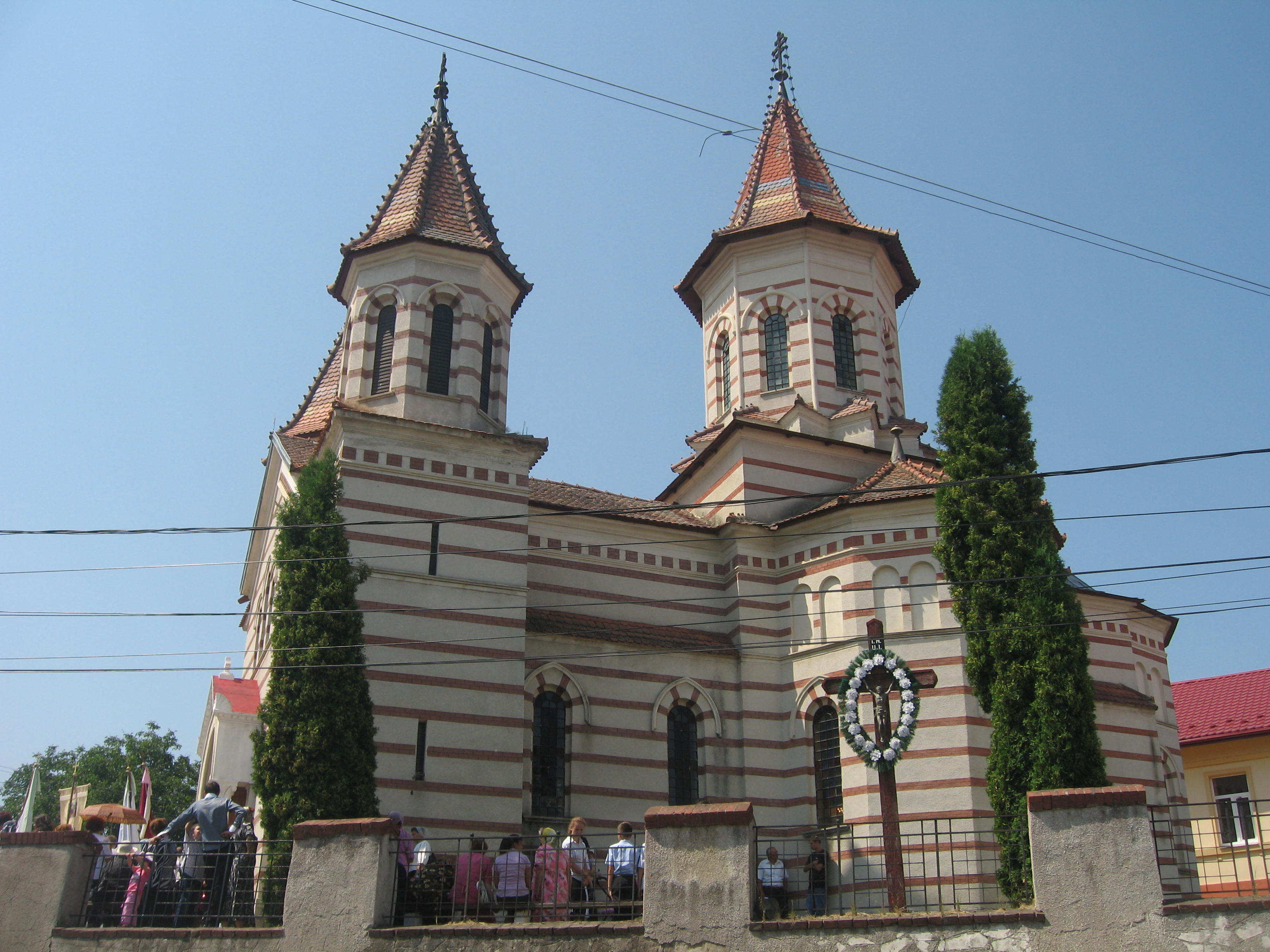
Biserica greco-catolică din Siret
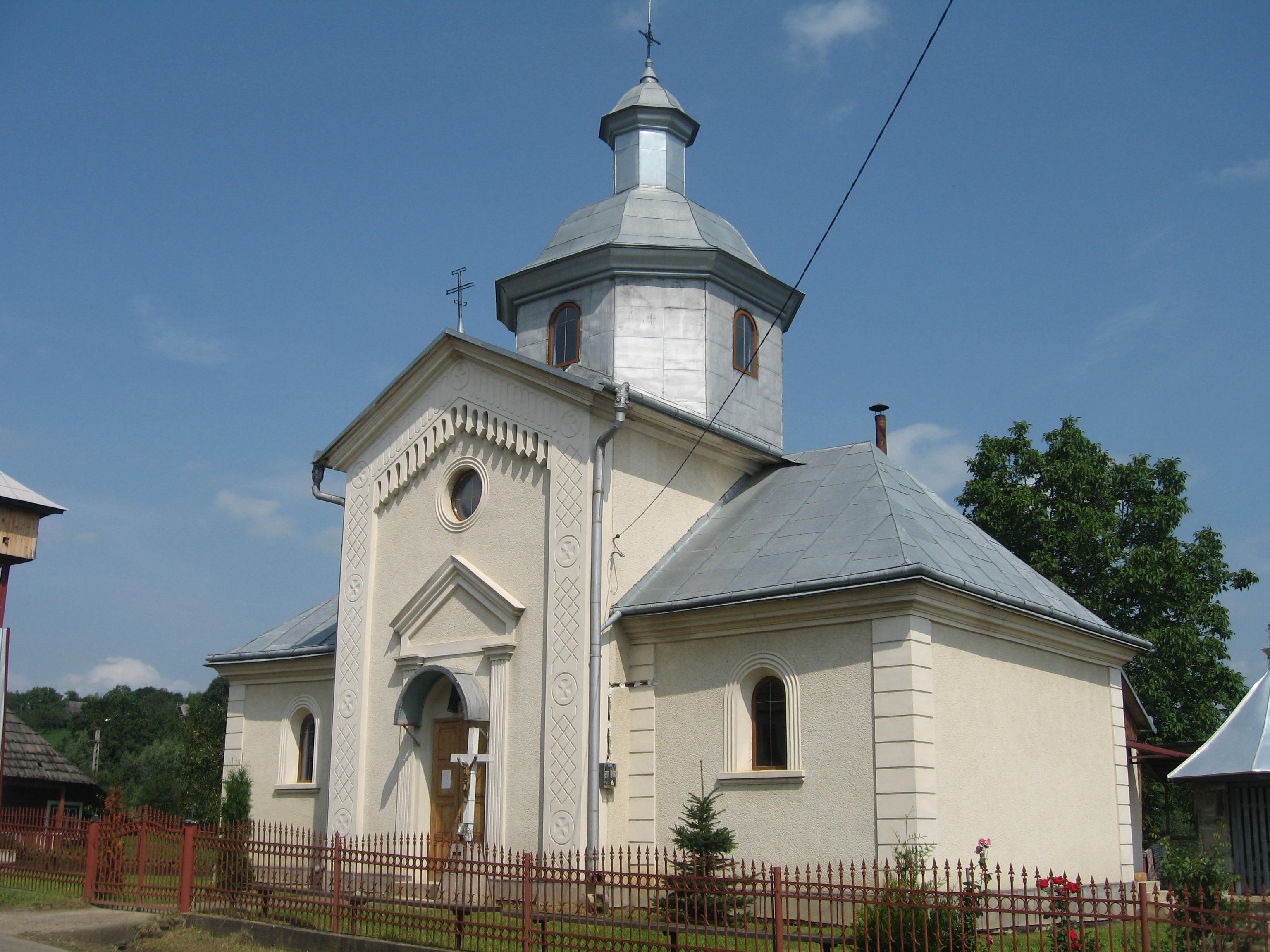
Biserica greco-catolică din Cacica
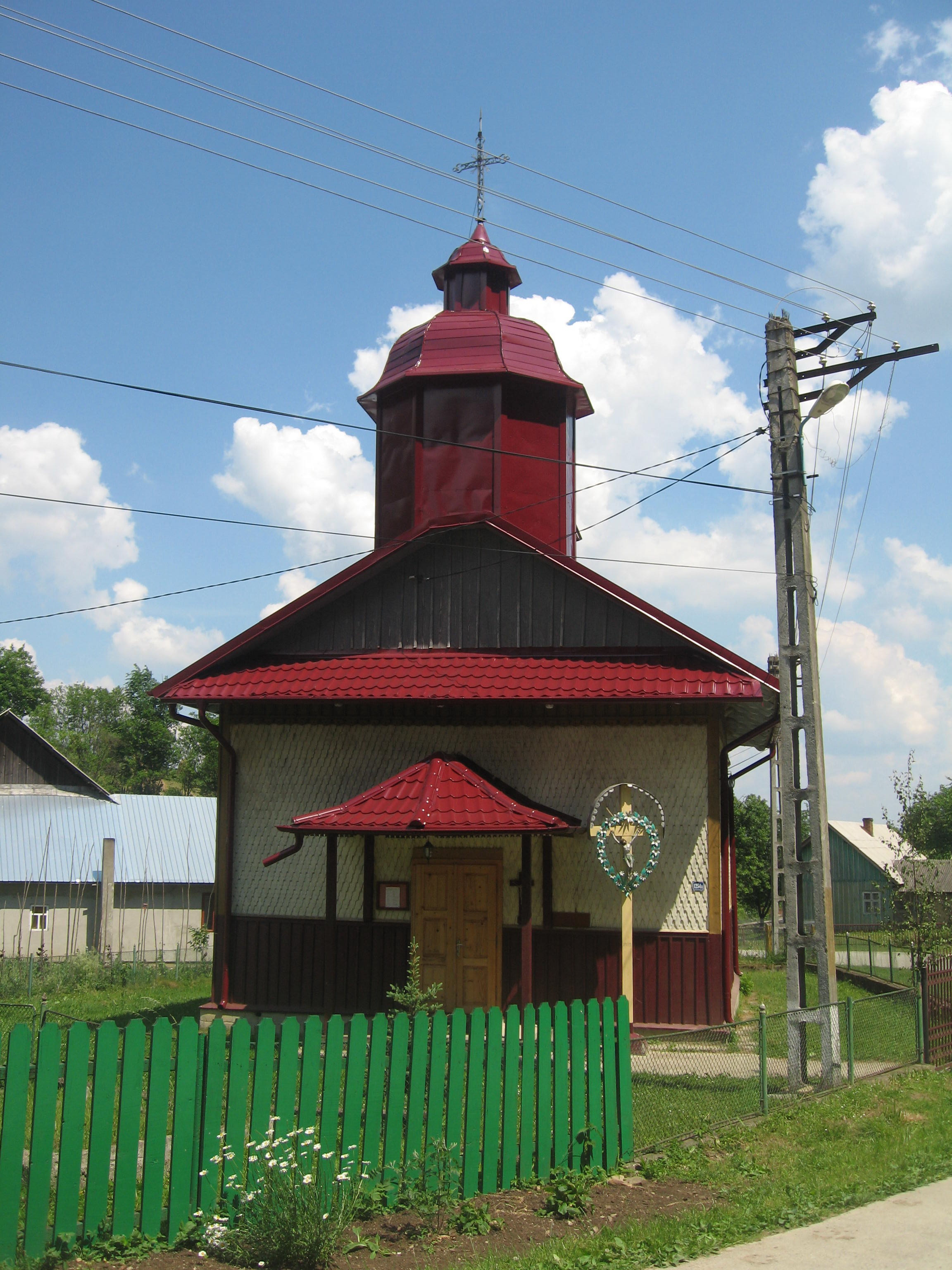
Biserica greco-catolică din Maidan
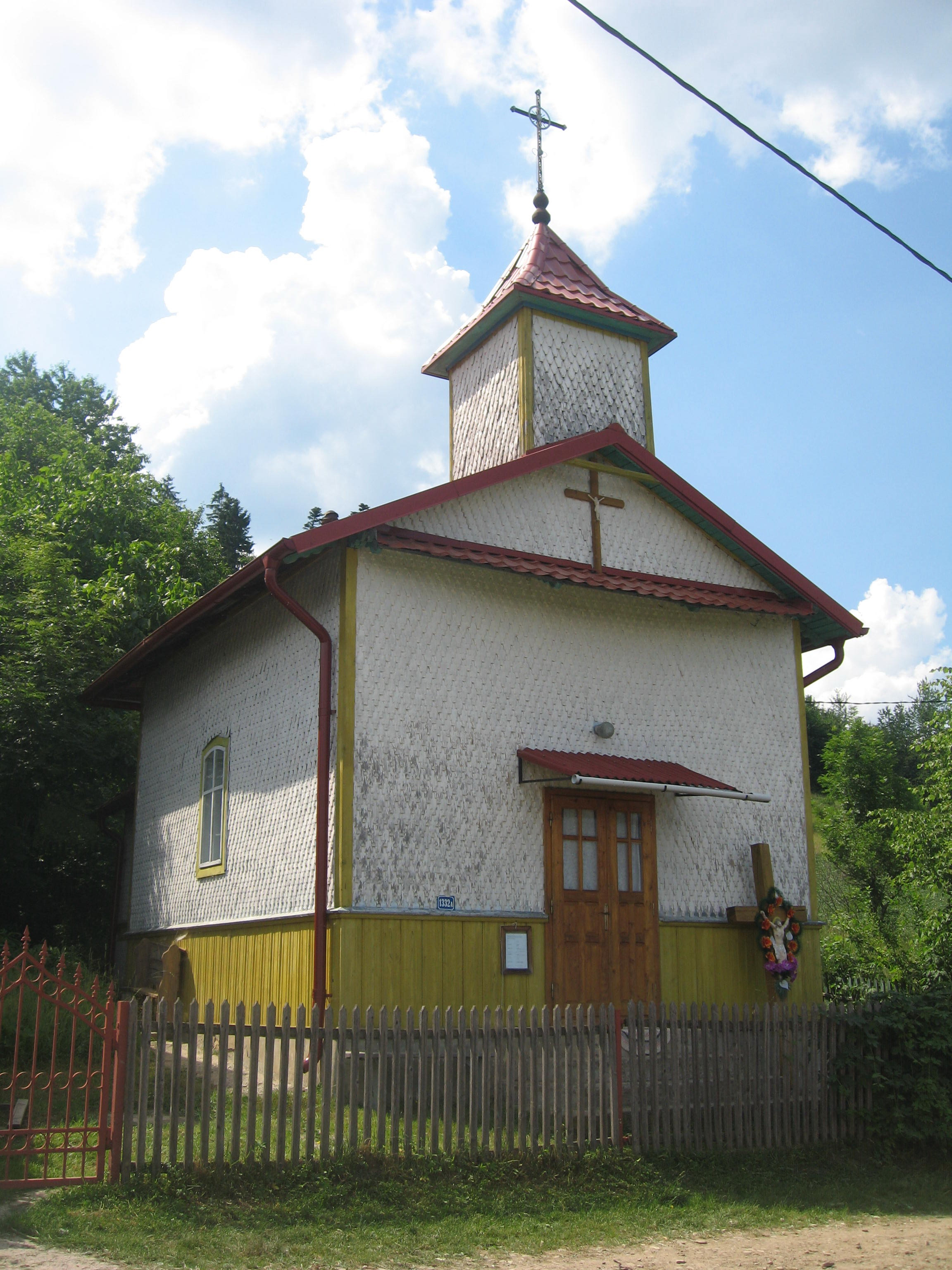
Biserica greco-catolică din Runcu
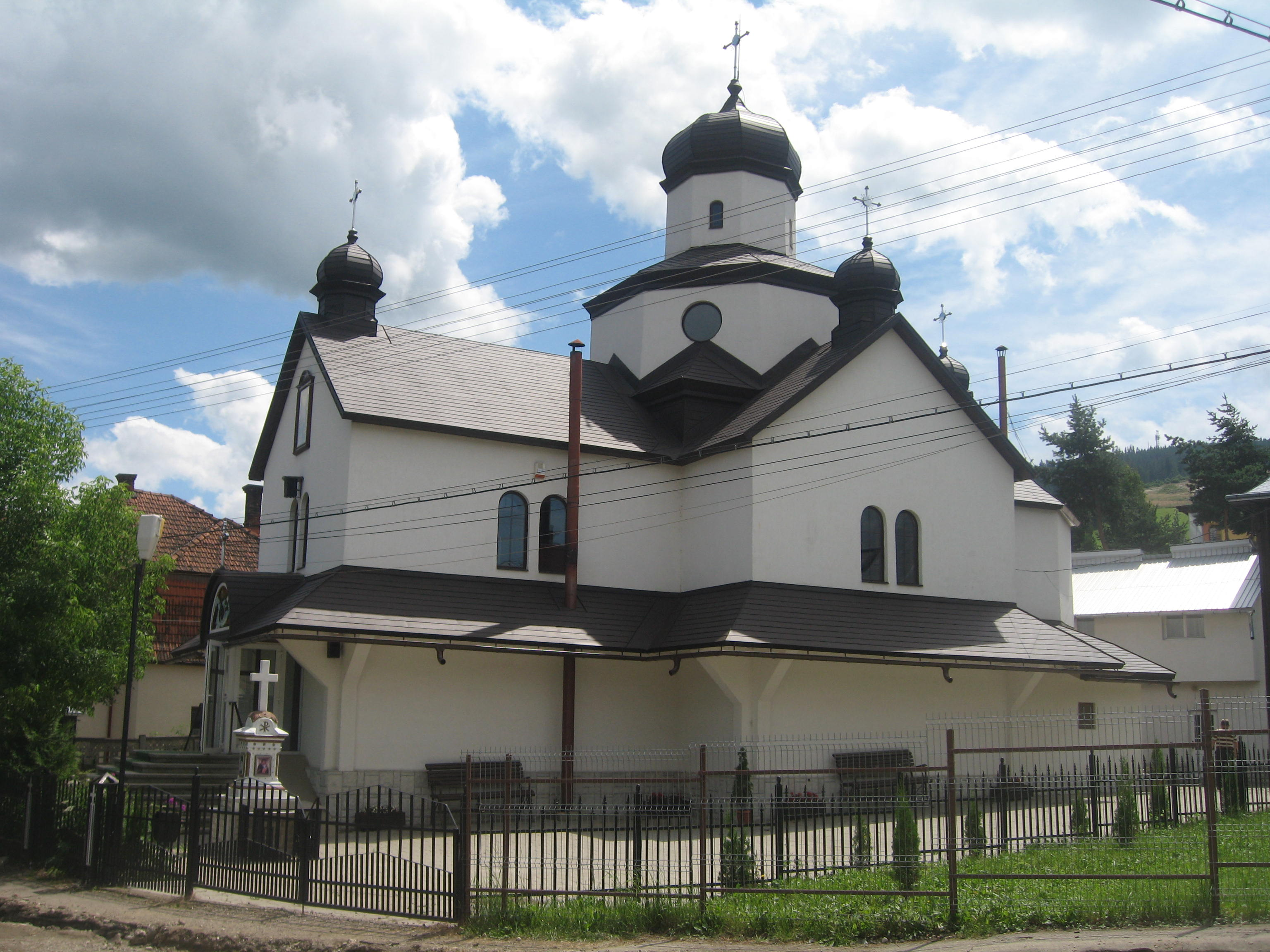
Biserica greco-catolică din Vatra Dornei, aflată în prezent în folosinţa comunităţii  ortodoxe